# DJ Shog
DJ Shog (Hamburg, 1976. november 8. – Rauenberg, 2022. december 15.) német trance előadó, lemezlovas és zenei producer. Születési neve Sven Holger Greiner – művészneve ennek kezdőbetűiből származik.

## Pályafutása
DJ Shog az 1990-es évek eleje óta foglalkozott elektronikus zenével. Lemezlovasi pályafutását iskolai DJ-ként kezdte, majd több lemezlovas-versenyen való részvételt követően észak-németországi klubokban lett rezidens DJ. "Technics DJ Set" című válogatássorozata hozta el számára az áttörést, melyből az első CD-n saját szerzeményei találhatóak, a második lemezen pedig vendégelőadóak munkái, olyanoké mint a Cosmic Gate, DuMonde, Talla 2XLC, a Green Court és Nic Chagall.
2001-ben kiadta első kislemezét "This Is My Sound" címmel, amely a német listákon az 54., a brit kislemezlistán pedig a 40. helyet érte el. A következő kislemez, a "The 2nd Dimension" a 62. helyezést szerezte meg. Ezt követően öt további kislemeze került föl a német kislemezlistákra. A legsikeresebb kislemez az "Another World" volt, amely 14 hétig szerepelt a német listán, és a 35. helyezésig jutott.
2005-ben DJ Shog barátjával, Torsten Stenzellel megalapította a 7th Sense Records kiadót. Munkáik ekkor Mandala Bros álnéven jelentek meg.
2006 elején kiadta első szólóalbumát My Sound címmel, mely négy hetet töltött a német albumlistákon. Második albuma, a 2Faces 2007 nyarán következett. 2013-ban megjelent a 10 Years című albuma, amely főleg régi dalok remixeit tartalmazza.
Számos további remix is fűződik a nevéhez, többek közt a Modern Talking együttesé is, valamint más előadók zenei menedzsereként is dolgozott.
DJ Shog 2022 decemberében halt meg, 46 évesen. Halála okát nem hozták nyilvánosságra. A heidelbergi Walldorf temetőben nyugszik.

## Diszkográfia

### Nagylemezek
- My Sound (2006)
- 2Faces (2007)

## Fordítás
- Ez a szócikk részben vagy egészben  a   DJ Shog című német Wikipédia-szócikk ezen változatának fordításán alapul.  Az eredeti cikk szerkesztőit annak laptörténete sorolja fel. Ez a jelzés csupán a megfogalmazás eredetét és a szerzői jogokat jelzi, nem szolgál a cikkben szereplő információk forrásmegjelöléseként.